# Croton rhodostachyus
Croton rhodostachyus är en törelväxtart som beskrevs av Johannes Müller Argoviensis. Croton rhodostachyus ingår i släktet Croton och familjen törelväxter. Inga underarter finns listade i Catalogue of Life.